# RANBP9
RANBP9‏ (RAN binding protein 9) هوَ بروتين يُشَفر بواسطة جين RANBP9 في الإنسان.